# 上西京一郎
上西 京一郎（うえにし きょういちろう、1958年〈昭和33年〉1月15日 - ）は日本の実業家。株式会社オリエンタルランド特別顧問。千葉県市川市在住。

## 経歴
中央大学文学部を卒業後、1980年にオリエンタルランドに入社。総務・営業などに携わった後、2003年に取締役に就任。2009年に代表取締役社長兼COOに就任。2021年特別顧問に退く。

## 略歴
- 1980年（昭和55年）3月 - 中央大学文学部卒業[3]。
- 1980年（昭和55年）4月 - 株式会社オリエンタルランド入社[4]。
- 2001年（平成13年）5月 - 株式会社オリエンタルランド 総務部秘書役[4]。
- 2003年（平成15年）5月 - 株式会社オリエンタルランド 総務部部長[4]。
- 2003年（平成15年）6月 - 株式会社オリエンタルランド取締役 総務部部長[4]。
- 2005年（平成18年）5月 - 株式会社オリエンタルランド取締役執行役員 総務部、広報部担当兼総務部部長[5]。
- 2006年（平成18年）4月 - 株式会社オリエンタルランド取締役執行役員 総務部、広報部担当[6]。
- 2008年（平成20年）4月 - 株式会社オリエンタルランド取締役執行役員 経営戦略本部本部長兼広報部担当[7]。
- 2009年（平成21年）4月 - 株式会社オリエンタルランド代表取締役社長兼COO[8]。
- 2021年（平成21年）6月 - 株式会社オリエンタルランド特別顧問[9]。